# Antoni Kura
Antoni Kura (ur. 26 października 1950 w Biadolinach Szlacheckich) – polski prawnik i historyk, prokurator, członek Rady IPN.

## Życiorys
Z wykształcenia prawnik. Od 1974 był pracownikiem prokuratury, zajmując kolejne stanowiska. W 1990 objął stanowisko szefa Prokuratury Wojewódzkiej (następnie Prokuratury Okręgowej) w Tarnowie, które zajmował do 2001. W trakcie pełnienia tej funkcji awansowany na prokuratora Prokuratury Apelacyjnej w Krakowie. W 2001 przeszedł do pracy w Instytucie Pamięci Narodowej jako prokurator Komisji Ścigania Zbrodni przeciwko Narodowi Polskiemu. Był naczelnikiem oddziałowej komisji w Krakowie, w 2003 przeszedł do głównej komisji w Warszawie. Zajmował tam stanowisko naczelnika Wydziału Nadzoru nad Śledztwami i rzecznika dyscyplinarnego.
W 2004 na podstawie rozprawy zatytułowanej Aparat bezpieczeństwa i wymiar sprawiedliwości wobec kolektywizacji wsi polskiej 1948–1956 uzyskał na Akademii Pedagogicznej w Krakowie stopień doktora nauk humanistycznych w zakresie historii. Jako nauczyciel akademicki zajął się prowadzeniem wykładów w Państwowej Wyższej Szkole Wschodnioeuropejskiej w Przemyślu oraz w Wyższej Szkole Filozoficzno-Pedagogicznej „Ignatianum” w Krakowie.
Jest redaktorem periodyku Instytutu Pamięci Narodowej pod nazwą „Zbrodnie przeszłości – opracowania i materiały prokuratorów IPN”. W 2011 prezydent Bronisław Komorowski powołał go w skład Rady Instytutu Pamięci Narodowej (z rekomendacji Krajowej Rady Prokuratury). Następnie został wiceprzewodniczącym Rady IPN; organ ten został jednak zniesiony nowelizacją ustawy o IPN w 2016.